# Duel
Duél (укр. Дуель) — шостий студійний альбом українського метал-гурту Jinjer, який вийшов 7 лютого 2025 року на лейблі Napalm Records.

## Історія створення
У квітні 2024 Тетяна Шмайлюк у інтерв'ю для Metal Hammer сказала, що ще не починала писати пісні для нового альбому гурту, оскільки у неї «99 проблем, які необхідно вирішити». Також вона додала, що не може знайти натхнення, щоб почати писати.
3 червня вийшов епізод подкасту «She's with the Band» (укр. Вона з гуртом) у рамках онлайн медіа Knotfest разом з Тетяною, під час якого вона поділилася інформацією, що йде робота над новим альбомом, але вона сильно відстає у часі з написанням текстів. Також вона розповіла про сам альбом і кількість треків на ньому:
|  | Він (альбом) буде іншим, перш за все тому що я відчуваю, що музика дуже відрізняється. І як на мене, увесь — не скажу, скільки там пісень; Гадаю, 12 чи навіть 15; скажімо 13; Не пам’ятаю — але у всіх… не у всіх, але принаймні у половини з них є схожість. Оригінальний текст (англ.) It’s gonna be different, first of all, because I feel that the music differs a lot. And to my mind, the whole — I won’t say how many songs are there; I guess 12 or even 15; let’s say 13; I don’t remember — but they all have… not all of them, but half of them, at least, they have a similarity in them. |

А вже 26 червня гурт на своїх сторінках у соціальних мережах опублікував фото зі студії з повідомленням про завершення запису альбому.

## Реліз та просування
У червні 2024 гурт анонсував осінній концертний тур Північною Америкою разом з гуртами Hanabie та Born of Osiris на підтримці, який тривав з 20 вересня по 13 жовтня. Музиканти обіцяли представити композиції з цього студійного альбому під час туру.
1 серпня 2024 гурт випустив перший сингл, який називався «Someone's Daughter». Після релізу пісні Тетяна Шмайлюк сказала, що цей трек це «спроба прояснити внутрішній світ жінки, яка за різних сценаріїв та обставин була змушена обрати шлях, який історично проклали чоловіки». Разом з синглом був представлений музичний відеокліп, у якому Тетяна постає у образах єгипетського фараона Клеопатри VII, французької воїтельки Жанни д'Аарк, французької науковиці польського походження Марії Склодовської-Кюрі та американської художниці Джорджії О'Кіф.
10 вересня вийшов другий сингл, під назвою «Rogue». 22 жовтня вийшов третій сингл, який отримав назву «Kafka». На усі три сингли були випущені музичні відеокліпи, режисером яких був ударник гурту Space of Variations, Тимофій «Тіма» Касаткін, а для синглу «Kafka» було створено ліричний відеокліп, малюнки та анімацію до якого створив Олексій Зацерковний. Разом з третім синглом, гурт представив дату релізу альбому та обкладинку. Тоді ж басист гурту, Євген Абдюханов, заявив, що «майбутній альбом мав найдовший процес написання, який тривав майже два роки».
У жовтні та листопаді 2024 гурт віправився у спільний тур Європою разом з бразильським гуртом Sepultura та з командами Obituary і Jesus Piece на підтримці, а у грудні — Латинською Америкою разом з німецьким гуртом Heaven Shall Burn.

## Список композицій
Автор слів — Тетяна Шмайлюк, автор музики — Jinjer. 
| #     | Назва                | Тривалість |
| ----- | -------------------- | ---------- |
| 1.    | «Tantrum»            | 3:59       |
| 2.    | «Hedonist»           | 3:45       |
| 3.    | «Rogue»              | 3:12       |
| 4.    | «Tumbleweed»         | 3:21       |
| 5.    | «Green Serpent»      | 4:01       |
| 6.    | «Kafka»              | 4:09       |
| 7.    | «Dark Bile»          | 3:40       |
| 8.    | «Fast Draw»          | 3:13       |
| 9.    | «Someone's Daughter» | 4:17       |
| 10.   | «A Tongue So Sly»    | 4:24       |
| 11.   | «Duél»               | 4:48       |
| 42:49 |                      |            |